# مرجان‌های مغزی
مرجان‌های مغزی (نام علمی: Lobophylliidae) نام یک خانواده از راسته مرجان‌های سنگی است.